# Norman (Unternehmen)
Norman AS war ein norwegischer Hersteller von Antivirenprogrammen. Die aus einer Aufspaltung Ende 2012 hervorgegangenen Nachfolgeunternehmen sind zwischenzeitlich in Symantec und in der Avast-Gruppe aufgegangen.

## Geschichte
Das Unternehmen wurde von John Arthur Olafsen am 2. Oktober 1984 unter dem Namen Arcen Data AS in Oslo gegründet. Das Geschäftsgebiet bestand anfänglich aus Backup-Lösungen und Analysesoftware. Mit dem Auftauchen der ersten Computerviren in Norwegen 1988 spezialisierte sich das Unternehmen auf Antivirenprogramme. Innerhalb von drei Jahren entwickelte sich Norman in Norwegen zum Marktführer in Sachen Virenschutz. Im Jahr 1992 erfolgte die Umbenennung in Norman Data Defense Systems und am 11. August 1997 ging die Holding als Norman ASA an die Osloer Börse.
In den 1990ern eröffnete die Firma Niederlassungen in weiteren europäischen Ländern und den USA. In Deutschland war Norman ab 1994 als Norman Data Defense Systems GmbH aktiv. Die Märkte in Übersee betreute die Niederlassung in der Schweiz. 1995 übernahm Norman einen Anteil von 50 % am Datenrettungsspezialisten IBAS AS. Die übrigen Aktien erwarb das Unternehmen im Jahr 1999. Fünf Jahre später wurden die Unternehmen aber wieder getrennt und IBAS an der Börse in Oslo wieder als eigenständiges Unternehmen gehandelt.
Im Jahr 1998 wurde die niederländische ESaSS B.V. aus Wijchen, der Hersteller des ThunderBYTE Anti-Virus (TBAV), auf Norman AS verschmolzen.
2009 wurde Norman AS an den Private-Equity-Fonds FSN Capital Partners verkauft und im Oktober des gleichen Jahres von der Börse genommen. Ende 2012 folgte die Aufspaltung in Norman Safeground AS mit Schwerpunkt auf Konsumenten, kleine und mittlere Unternehmen und in Norman Shark AS für Großunternehmen. Norman Shark AS wurde nur ein Jahr später von Blue Coat Systems übernommen, die im Juni 2016 von Symantec Corporation gekauft und mit deren Geschäftskundenbereich verschmolzen worden ist.
Norman Safeground AS spezialisierte sich auf die Entwicklung und den Vertrieb von Lösungen zum Schutz von Rechnern, Netzen und Daten in Privathaushalten sowie in kleinen und mittelgroßen Unternehmen vor Malware und anderen Bedrohungen. Neben den Antiviren-Produkten, ab Anfang 2014 auch für Mac OS und Android, bot Norman auch E-Mail-Schutz sowie Lösungen für die Überwachung von Anwendungen und Geräten und für Patch-Management an, ab Ende 2011 einen Cloud-Speicher und ein PC-Tuning-Tool für Privatanwender. Im Sommer 2013 erweiterte Norman sein Angebot um eine Lösung für die Online-Datensicherung und einen Cloud-Speicher-Dienst für Unternehmen.
Im November 2014 gab AVG Technologies bekannt, Norman Safeground AS gekauft zu haben. Seit 2016 gehört AVG Technologies zur Avast-Gruppe.

## Produkte (Auswahl)

### Für Privatanwender
- Virenschutz Norman Antivirus
- Virenschutz Norman Security Suite, zusätzliche Komponenten Norman Parental Control, Norman Personal Firewall, Norman Antispam
- Virenschutz Norman Security Suite PRO, zusätzliche Komponenten Norman Parental Control, Norman Personal Firewall, Norman Antispam, Norman Intrusion Detection und Norman Privacy Tools
- Malwareschutz für Mac OS X Norman Antivirus für MAC
- Malwareschutz für Android-Telefone Norman Mobile Security
- Cloud-Speicher-Dienst Norman Personal Backup
- Notfall-CD Norman Rescue Disk

### Für Unternehmen
- Netzwerk-Virenschutz Norman Endpoint Protection
- Endpoint-Überwachung Norman Enterprise Security Suite mit den Komponenten Norman Application Control, Norman Device Control und Norman Patch & Remediation
- E-Mail-Schutz und E-Mail-Management Norman Email Protection
- Security-Service Norman Online Protection mit dem Spam-Filter SecureMail und dem Webfilter SecureSurf
- Online-Backup-Dienst Norman SecureBackup
- Cloud-Speicher-Dienst Norman SecureBox